# Giusto Curto
Giusto Curto, istriotski književnik iz Hrvatske. Stvarao je na rovinjskom dijalektu istriotskog jezika.